# هومر ئی. کیپهارت
هومر ئی. کیپهارت (به انگلیسی: Homer E. Capehart) سناتور سابق عضو حزب جمهوری‌خواه ایالات متحده آمریکا بود. وی در سال ۱۹۴۵ تا ۱۹۶۳ میلادی سناتور ایالت ایندیانا در سنای ایالات متحده آمریکا بود.